# Cadavere per signora
Pour plus de détails, voir Fiche technique et Distribution.
Cadavere per signora est une comédie italienne réalisée par Mario Mattoli et sortie en 1964.

## Synopsis
Victime d'un chantage, Laura demande à ses amies d'enfance Renata, Marina et Giovanna, devenue entre-temps religieuse, de l'aider à réunir la somme demandée. Renata se charge de remettre l'argent au maître chanteur, mais c'est alors que la jeune fille appelle ses amies pour les informer que le maître chanteur a été tué.

## Fiche technique
- Titre original italien : Cadavere per signora[1]
- Réalisation : Mario Mattoli
- Scenario : Roberto Gianviti (it), Franco Enna
- Photographie :	Alessandro D'Eva (it)
- Montage : Roberto Cinquini (it)
- Musique : Gianni Ferrio
- Décors : Riccardo Domenici (it)
- Production : Dino de Laurentiis
- Société de production : Dino de Laurentiis Cinematografica
- Pays de production :  Italie
- Langue originale : Italien
- Format : Noir et blanc - Son mono - 35 mm
- Durée : 90 minutes
- Genre : comédie
- Dates de sortie :
  - Italie : 19 septembre 1964

## Distribution
- Sylva Koscina : Laura Guglielmetti
- Sergio Fantoni : commissaire
- Scilla Gabel : Renata
- Francesco Mulè : Augusto Ferrante
- Toni Ucci : Michele, le mari de Marina
- Sandra Mondaini : Marina
- Lando Buzzanca : Enzo, le frère de Laura
- Piero Mazzarella : Tommaso Borsotti
- Franco Franchi : Gianni
- Ciccio Ingrassia : Luigi
- Rosalba Neri : Giovanna
- Elsa Vazzoler : Costanza Borsotti
- Paolo Bonacelli : Gedeon
- Massimo Giuliani : témoin
- Angelo Santi Amantini